# 박두병
박두병(朴斗秉, 1910년 10월 6일~1973년 8월 4일)은 두산그룹의 초대 회장이자, 두산상회의 창립자인 박승직의 아들이다. 종교는 천주교이며, 세례명은 바오로이다. 호는 연강(蓮崗)이고, 일제 강점하의 조선 경성부(京城府) 출신이다.

## 생애
일제강점기 조선 경성부에서 태어나 1932년 경성고등상업학교(京城高等商業學校)를 졸업하고, 조선은행(朝鮮銀行)에 입사해 5년 근무했다. 1936년, 부친이 경영하는 '(주)박승직상점'에 입사해 경영자로서의 첫 출발을 하였다.
광복 이후에 미쓰비시 그룹의 이와사키 히사야가 경영하던 소화기린맥주회사(昭和麒麟麥酒會社, 기린 맥주 조선 지부)를 인수하여 (주)동양맥주를 설립해 현대적 경영인으로 부상했고 이후 두산산업, 동산토건, 두산기계 등을 설립하여 두산그룹의 터전을 닦았으며 1966년에는 경영난에 빠졌던 합동통신사를 인수하여 언론계에도 사세를 확장했는데 70년대 이후 다른 기업들이 해외건설과 중화학으로 사업을 확장할 때에도 두산그룹은 수익성이 좋은 데다 위험이 적은 음식료사업을 바탕으로 안정 위주의 경영을 했으나 이 과정에서 "먹고 마시는 기업"이란 합당치 않은 별칭을 얻기도 했다.
1967년부터는 대한상공회의소(대한상의, 大韓商工會議所) 회장을 3차례나 연임하고 그 밖에 많은 공직과 사직을 맡아 공인으로써의 활약을 하였다.
생전에는 금탑산업훈장을 받았으며, 사후 국민훈장 무궁화장이 추서되었다.

## 재계 활동
1960년대에 맥주산업에 견주어 상대적으로 뒤처져 있던 무역, 기계, 포장, 식·음료 등 각종 연관사업에 투자함으로써 해당 산업 분야에서 최고 기업으로 발전하는 기반을 마련했다. 1952년부터 1973년 타계할 때까지 모두 13개의 회사를 설립 또는 인수하며 두산의 매출액을 349배 성장시켰다.
"복지사회 건설을 위해 경제 발전이 선행되어야 한다"는 믿음 아래, 대한상의의 제6대 회장으로 선출된 1967년부터 본격적인 국제 활동을 시작하여 외자 도입 심의 위원으로 활동하는 동시에, 한국의 경제가 발전하는 과정에서 절실했던 선진국의 자본을 유치하고, 선진국과의 기술 협력을 이루어 내기 위해 태평양 경제 위원회(太平洋經濟委員會, PBEC) 참여를 적극 모색하여 한국은 1969년 10월 PBEC에 옵저버로 가입할 수 있었다.
1970년에 개최된 제3차 정기총회부터 매년 한국 대표로 참석한 박두병은 한국인 최초로 1970년 일본, 중화민국, 필리핀 등을 대표하는 아시아 상공 회의소 연합회 회장에 피선되었다. 1967년부터 1973년까지 대한상의 회장으로 재임중이던 1967년부터 1973년 사이 정부의 협조를 받아 상의에 '산업합리화 운동본부'를 신설하여, 기술 혁신을 통한 생산성 향상과 기업 체질의 개선, 산업 간의 유기적인 연관성을 제고하기 위한 합리화 지침을 설정하고, 이를 추진하기도 하였다.

## 연강 재단 설립
두산은 박두병이 사망하고 5년 뒤인 1978년, '국가 발전의 원동력은 교육'이라는 유지에 따라 연강재단(蓮崗財團)을 설립하고, 민족 문화의 창달과 각종 장학, 학술 및 문화 사업에 지원하고 있다.

## 사상과 경영 이념
그의 좌우명은 근자성공(勤者成功)이었다. 그리고 그의 경영 이념은 "기업 경영에서 지름길을 찾지 않는다.", "고객중심", "품질을 최우선으로 한 장인정신", "인화정신", "참된 기업인은 자신이 진출한 분야에서 최선을 다해 최고 품질의 제품을 만드는 사람이다.", "내일 쓰러지는 한이 있더라도 여러분의 기업과 우리나라 상공업계의 발전을 위해 헌신할 것을 굳게 다짐하는 바입니다."라는 말을 통해 농축되어 있다.

## 가족 관계
- 할아버지 박문회(朴文會) - 별세
- 할머니 허씨(許氏) - 별세
  - 아버지 박승직(1864년 - 1950년) - 별세
  - 어머니 정정숙(1883년 - ?)
    - 본인 박두병(1910년 - 1973년) - 별세
    - 부인 명계춘(1913년 - 2008년) - 별세
      - 장남 박용곤(1932년 - 2019년) : 두산그룹 명예회장 - 별세
        - 손자 박정원(1962년 - ) : 두산그룹 회장
        - 손자 박지원(1965년 - ) : 두산에너빌리티 회장

      - 차남 박용오(1937년 - 2009년) - 별세
        - 손자 박경원(1964년 - )
        - 손자 박중원(1968년 - )

      - 삼남 박용성(1940년 - )
        - 손자 박진원(1968년 - )
        - 손자 박석원

      - 사남 박용현(1943년 - ) : 연강재단 이사장
        - 손자 박태원(1969년 - )
        - 손자 박형원
        - 손자 박인원

      - 오남 박용만(1955년 - ) 
        - 손자 박서원
        - 손자 박재원

      - 육남 박용욱(1960년)
      - 장녀 박용언(1933년)

    - 동생 박우병(1915년 - 1988년)
    - 동생 박기병(1917년 - ?)
    - 동생 박규병(1919년 - ?)

## 역대 선거 결과
| 실시년도 | 선거  | 대수 | 직책                    | 선거구 | 정당   | 득표수  | 득표율         | 순위 | 당락 | 비고 |
| -------- | ----- | ---- | ----------------------- | ------ | ------ | ------- | -------------- | ---- | ---- | ---- |
| 1972년   | 통대  | 초대 | 통일주체국민회의 대의원 | 종로구 | 무소속 | 8,406표 | \| \| 23.2% \| | 1위  |      |      |
|          | 23.2% |      |                         |        |        |         |                |      |      |      |